# Тверський трамвай
Тверський трамвай — ліквідована трамвайна мережа у місті Твер, Росія. Трамвай вулицями міста курсував з 28 серпня 1901 по 14 листопада 2018 року.

## Історія
Наприкінці ХІХ століття було розроблено проєкт Тверської конки. 28 серпня 1901 було введено в дію перший електричний трамвайний маршрут, з шириною колії 1000 мм. Восени 1920 року рух трамваїв було зупинено і відновлено навесні 1922. У 1929—1930 колія була перешита з 1000 мм на 1524 мм. Під час Другої світової війни трамвайний рух було зупинено у жовтні 1941 року, відновився він у лютому 1942. На піку розвитку що прийшовся на кінець 1980-х початок 1990-х, мережа складалася з 18 маршрутів завдовжки понад 40 км, на той час рухомий склад складався з 248 трамваїв різних типів. Але вже наприкінці 1990-х розпочалося поступове згортання мережі, у 2015 ріці в місті залишилося лише 2 чинних маршрути. З березня 2016 року в місті діяв лише 1 маршрут. У наступні декілька років в місті були розібрані практично всі колії та демонтована контактна мережа, остаточно рух трамваїв припинився 14 листопада 2018 року, як запевняла місцева влада «тимчасово». Але у 2019 році були демонтовані залишки колій та розібрана контактна мережа, фактично це означає що відновлення руху можливе лише за умови будівництві мережі з нуля.

## Депо
У Твері три існувало трамвайні депо:
- Перше депо — відкрито в 1901 році, закрито в 1934, після пожежі 1933 року.
- трамвайне депо № 1 — відкрито 14 червня 1934, закрито 1 жовтня 2010.
- трамвайне депо № 2 — відкрито в 1978 році, закрито 14 листопада 2018.

## Рухомий склад на початок 2010-х
| Тип        | Фото | Штук |
| ---------- | ---- | ---- |
| KTM-5      |      | 11   |
| KTM-8      |      | 43   |
| Tatra T3   |      | 41   |
| Tatra T6B5 |      | 32   |
| LM-99      |      | 2    |
| Разом      |      | 129  |

## Ресурси Інтернету
- Тверський трамвай [Архівовано 14 жовтня 2012 у Wayback Machine.] на UrbanRail.net (англ.)
- Схема маршрутов
- Карта транспорта с маршрутами трамваев [Архівовано 17 листопада 2015 у Wayback Machine.]
- Фотографии тверских трамваев [Архівовано 8 квітня 2015 у Wayback Machine.]
- Тверской трамвай [Архівовано 19 листопада 2015 у Wayback Machine.]
- Тверской трамвай[недоступне посилання] на «Сайте о железной дороге»[недоступне посилання] Сергея Болашенко
- Экскурсия в трамвайное депо № 1
- Тверской трамвай [Архівовано 30 липня 2019 у Wayback Machine.] на сайте СТТС